# Centre international de Deauville
Pour les articles homonymes, voir CID.
Le Centre international de Deauville (CID), ou, depuis le 8 septembre 2014, le CID Anne d'Ornano, est le palais des congrès de Deauville. 
Inauguré en 1992, à l'occasion du 18e Festival du cinéma américain, ce bâtiment accueille aujourd'hui près de 160 manifestations par an. Situé en bord de mer et en face du casino de Deauville, il est entouré d'un parc hôtelier important et rend l'organisation de congrès ou de salons très facile.

## Historique
Dans les années 1970, Deauville, station classique, est conçue pour vivre en saison autour de deux points forts qui sont les courses hippiques et le casino. C’est une ville saisonnière qui vit trois mois par an.

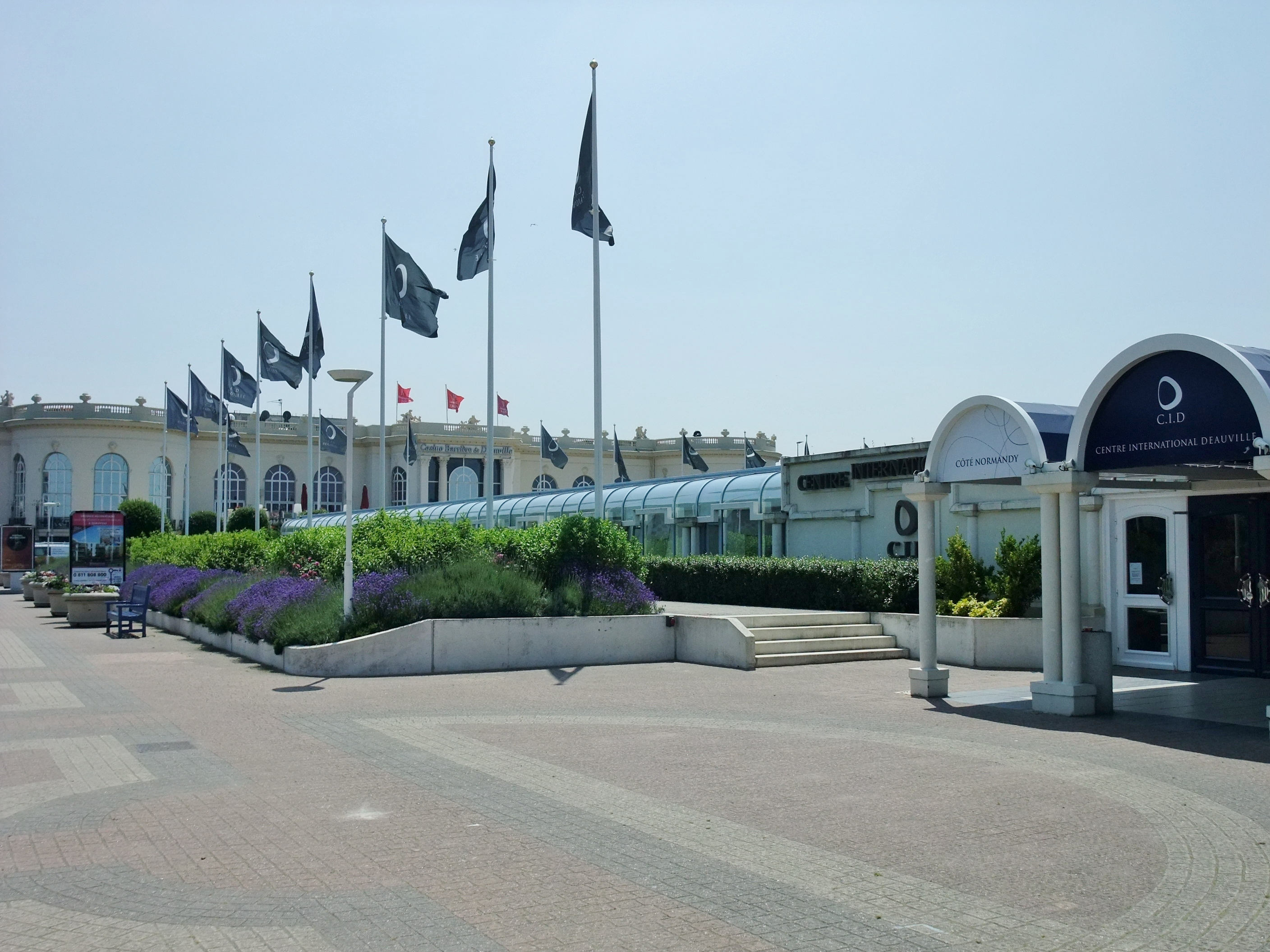
l'entrée du public

C'est en 1964 que Michel d'Ornano devient maire de Deauville et prend conscience qu’un développement touristique est nécessaire pour la ville. À cette époque, Deauville bénéficie d’un phénomène de société : la mode des week-ends. Grâce à son positionnement géographique (200 km de Paris), la station balnéaire est l’une des premières à recevoir cette clientèle qui cherche à s’éloigner des villes.
La nécessité de créer de nouveaux produits touristiques, d'attirer des groupes hors saison puisque les congrès s’organisent en semaine et ainsi développer la clientèle du tourisme d’affaires, engendre des projets. Celui de construire un palais des congrès à Deauville est né. 

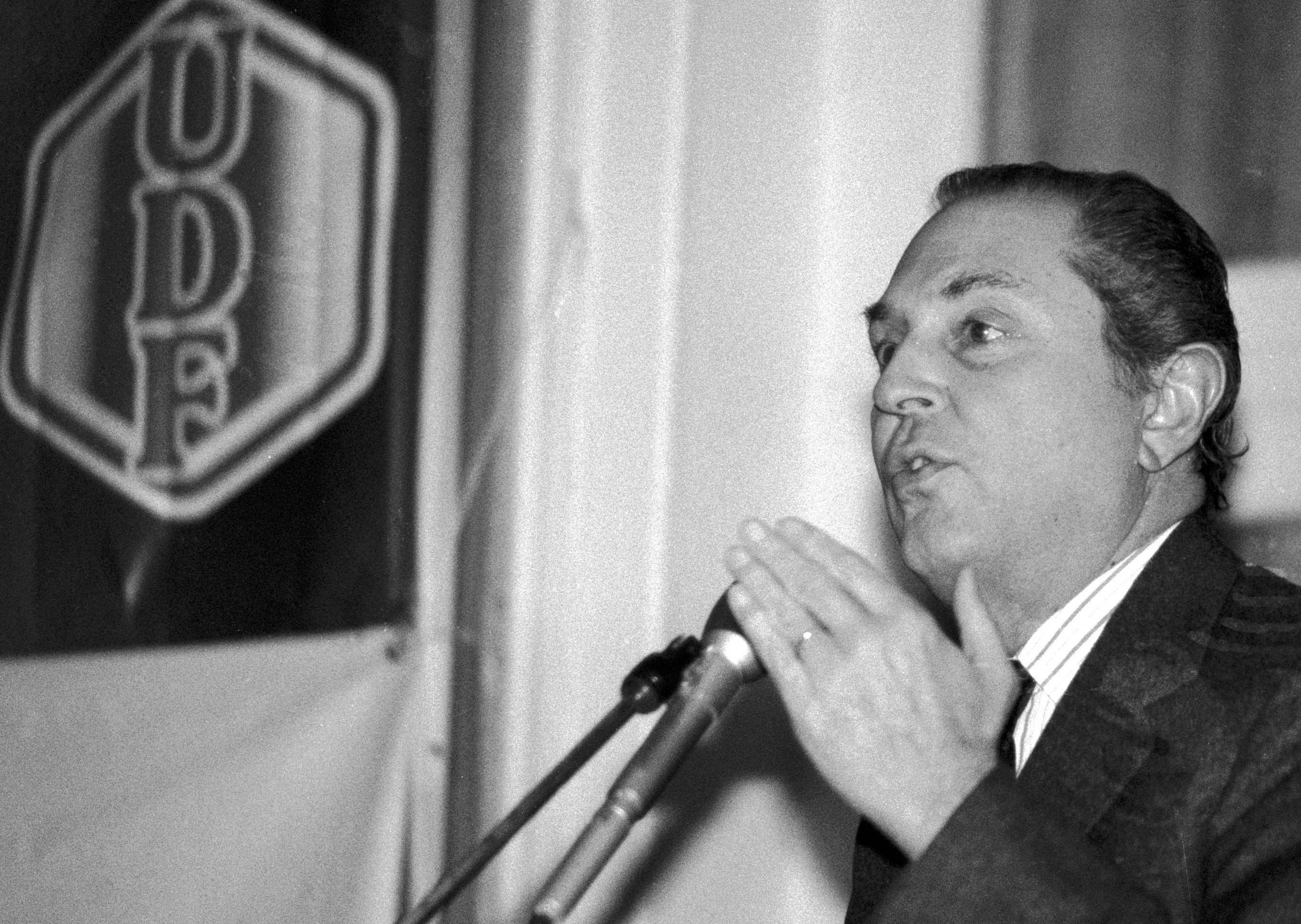
Michel d'Ornano en 1978 (c)Roland GODEFROY

En 1976, Deauville a déjà une vocation justifiant la création d’un palais des congrès: importante capacité hôtelière, équipements d’accueil, qualité d’environnement et bonne situation par rapport à Paris. Pourtant, ce n'est qu'en 1988, après une première tentative non concluante, que le projet de construction d'un palais des congrès voit le jour.
Des architectes choisis sont chargés d'étudier un projet à double vocation esthétique et fonctionnelle. C'est celui de Patrick Le Goslès qui est retenu le 2 janvier 1989. La dénomination officielle de ce projet sera « Centre international touristique et culturel » (CID).
L’année 1989 est une année de réflexion concernant le projet lui-même. En janvier 1990, Anne d'Ornano, maire, donne son accord pour la construction du bâtiment.

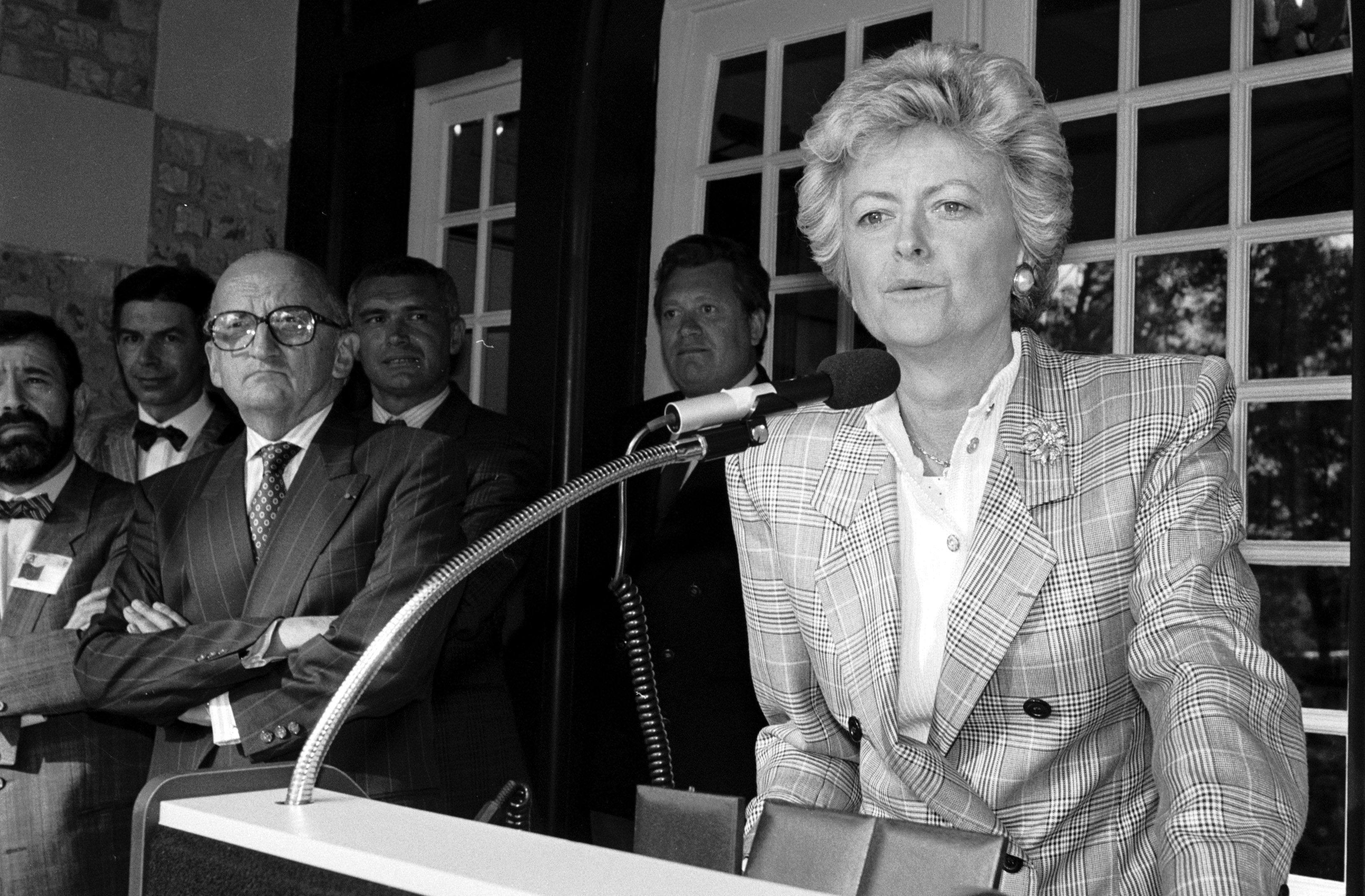
Anne d'Ornano

Après 18 mois de travaux, le CID est construit: un bâtiment semi-enterré de 18 000 m2 répartis sur trois niveaux et comporte un auditorium de 1 500 places.
Le CID ouvre ses portes le 4 septembre 1992 à l’occasion du 18e Festival du cinéma américain.
C'est Clint Eastwood qui l'inaugure avec son nouveau film Impitoyable, il en est à la fois le réalisateur et l’acteur principal.

## Secteurs d'activités
Le CID est destiné principalement à accueillir et organiser des congrès et séminaires dans le but de développer le tourisme d’affaires à Deauville. Il s'oriente également vers d'autres manifestations tels les festivals, spécialement le Festival du cinéma américain de Deauville, les spectacles et des animations.

### Le tourisme d'affaires
- séminaires et congrès

L’activité de séminaires et de congrès connait une forte saisonnalité. En effet, craignant la défection de leurs participants, les organisateurs ne se risquent pas à organiser un évènement durant les nombreuses périodes de vacances scolaires et les week-ends. Ainsi, cette activité de tourisme d’affaires ne correspond en fait qu’à 180 jours d’occupation dans l’année et elle représente cependant la plus grande part du chiffre d’affaires du C.I.D. et de son véritable cœur de métier. Afin d’optimiser cette activité, sont développés de nombreux services aux organisateurs de congrès : prestations techniques, badges, hébergement, excursions, remises de prime ou de prix, organisation de soirées et dîners de galas.
- salons, lancements de produits, réunions internes

Cette clientèle d’affaires est représentée à 50 % par des agences événementielles et à 50 % par des clients directs. Les principaux organisateurs d’événements émanent de domaines divers: automobile, cosmétique, luxe, fédérations, associations, secteurs du tertiaire et du médical. 

### Les festivals
Le Centre international de Deauville est organisateur du Festival du cinéma américain, et coorganisateur de l'ex-Festival du film asiatique,.
Ces deux rendez-vous sont aujourd’hui reconnus dans le domaine du cinéma, par les professionnels, les acteurs et réalisateurs, et le grand public.
En 2008, un nouveau festival fait son apparition : l’Omnivore Food Festival (OFF). Ce premier festival culinaire du genre en France accueille 25 chefs du monde entier, qui attirent près de 3 500 participants désireux de s'initier aux  nouvelles techniques et les tendances de la restauration.
En 2013, lancement du salon de la Maison So Home : il accueille 130 exposants et 10 000 visiteurs chaque année. 
En 2016, lancement du Festival des métiers d'art, en collaboration avec l'association Art & Verre.

### Les spectacles et animations
Pour répondre aux attentes du public régional et des touristes, notamment pendant les périodes de vacances scolaires et les week-ends, le Centre international de Deauville propose désormais une programmation de spectacles pour tous publics. 
En 2016, une vingtaine de spectacles ont ainsi été proposés : spectacles humoristiques, pièces de théâtre, concerts, etc.… Cette activité culturelle accompagne la politique culturelle de la ville de Deauville et participe à l’animation de la station. 
D’autres animations récurrentes ont également lieu au CID. À titre d’exemple, la célèbre maison de ventes aux enchères Massol y expose et met en vente, chaque année depuis sept ans, des œuvres modernes et contemporaines. Dans un registre très différent, le CID accueille aussi tous les étés, au mois d’août, Loisirsland, un parc d’attractions de 3 000 m2 couvert proposant structures gonflables, jeux et animations pour toute la famille.
Par ailleurs, le C.I.D. développe une politique de grandes expositions à destination des touristes et des habitants de la région pendant la période estivale. Durant deux mois, le CID ouvre ses portes et accueille des collections de grands artistes : en 2006, exposition « Hommage à Van Gogh par les artistes Contemporains » et en 2007, une exposition de 70 œuvres de Camille Claudel.

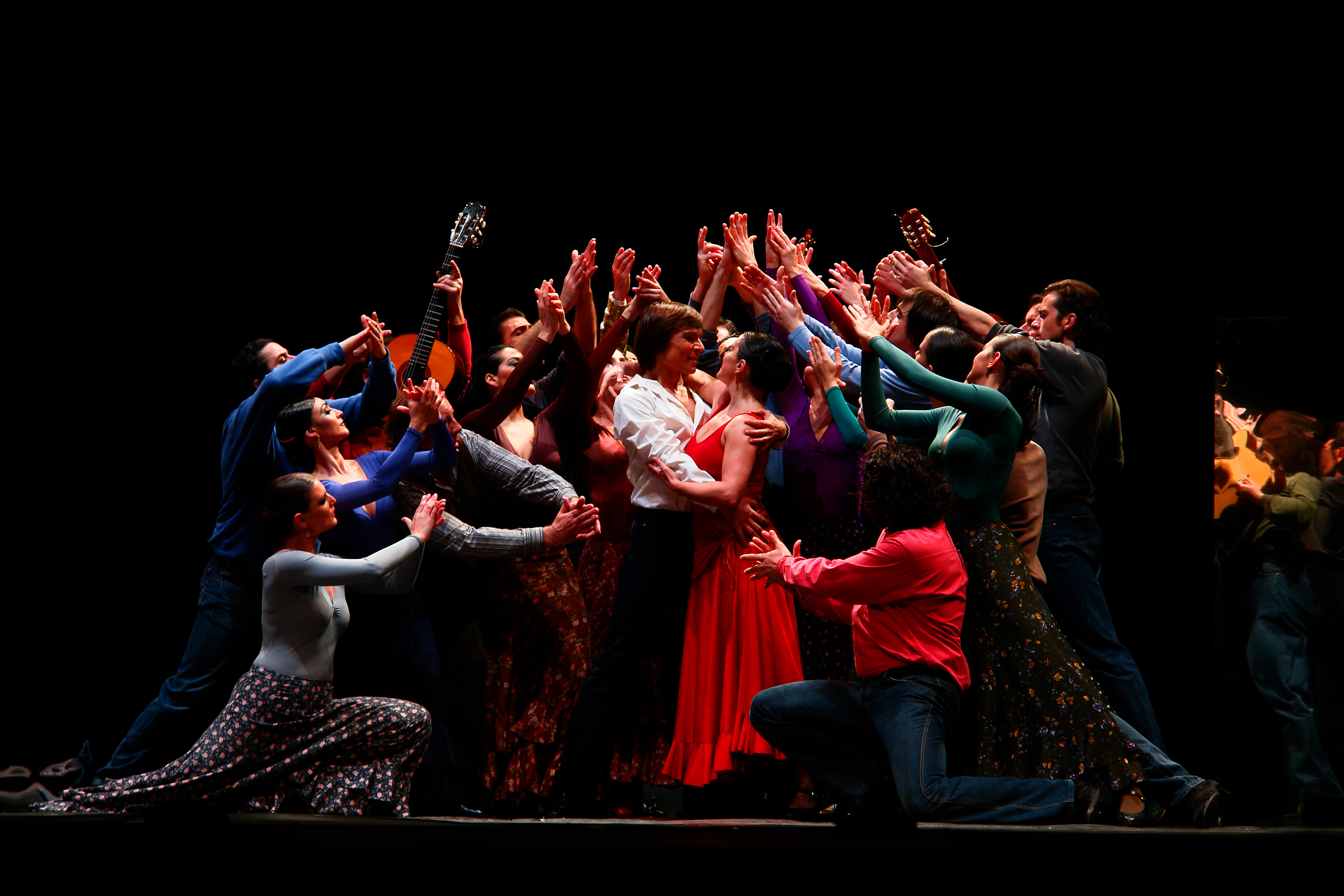
Opéra Carmen, fév. 2008

### Sommet du G8 du 26 au 27 mai 2011
- Déclaration du G8 de Deauville: Un nouvel élan pour la liberté et la démocratie [7]
- Rituel des photos

C'est d'abord devant le petit pavillon de la villa "Le Cercle" datant de 1873, à côté de l'hôtel Royal, à Deauville que les chefs d'État et de gouvernement conviés vers 13 heures au premier déjeuner à huis clos ont été accueillis par le Président de la République française Nicolas Sarkozy suivi d'un minibain de foule avant d'intégrer le C.I.D. par l'entrée principale. 

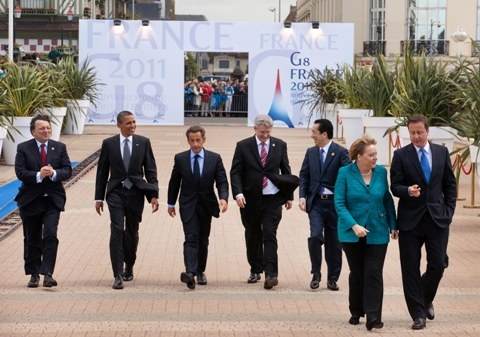
Les dirigeants du monde à pied de la première séance de travail lors du sommet du G8 à Deauville. De gauche à droite: le président de la Commission européenne José Manuel Barroso; le Président des États-Unis Barack Obama; Le Président de la République française Nicolas Sarkozy; Le Premier ministre canadien Stephen Harper; Le Premier ministre japonais Naoto Kan; La chancelière allemande Angela Merkel; et le Premier ministre britannique David Cameron
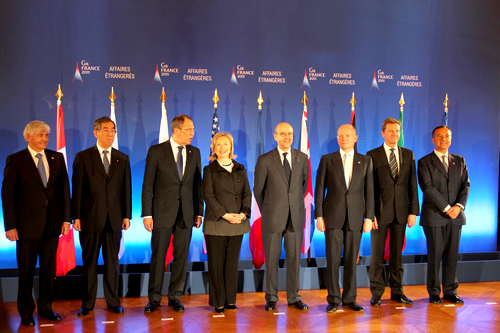
Rencontre des ministres des Affaires Étrangères durant le Sommet
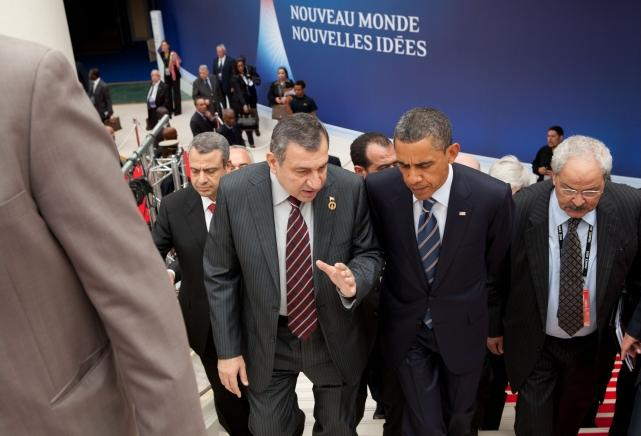
Le président américain Barack Obama et le Premier ministre égyptien Essam Sharaf
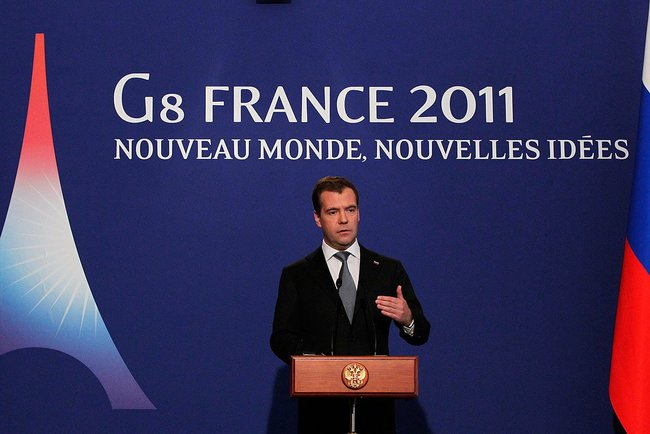
Le président russe Dmitry Medvedev